# Séïdath Tchomogo
Séïdath Tchomogo est un footballeur béninois né le 13 août 1985. Il évolue au poste de milieu de terrain.
Il participe à la Coupe du monde des moins de 20 ans 2005 aux Pays-Bas, à la Coupe d'Afrique des nations 2008 puis à la Coupe d'Afrique des nations 2010 avec l'équipe du Bénin.

## Carrière
- 2003-2006 : Lions Natitingou ( Bénin)
- 2006-2010 : East Riffa ( Bahreïn)
- 2010- : Al Oruba Sur  Oman[1],[2]